# Tracie Ruiz
Tracie Ruiz, född den 4 februari 1963 i Honolulu, Hawaii, är en amerikansk konstsimmare.
Hon tog OS-guld i solo i konstsim och OS-guld i duetten i samband med de olympiska konstsimstävlingarna 1984 på hemmaplan i Los Angeles.
Hon tog OS-silver i solo i konstsim i samband med de olympiska konstsimstävlingarna 1988 i Seoul.